# Гордон, Космо Джордж, 3-й герцог Гордон
Космо Джордж Гордон, 3-й герцог Гордон (англ. Cosmo Gordon, 3rd Duke of Gordon; 27 апреля 1720 — 5 августа 1752) — шотландский аристократ и пэр. Именовался маркизом Хантли с 1720 по 1728 год.

## Биография
Космо Гордон родился 27 апреля 1720 года и был старшим сыном Александра Гордона, 2-го герцога Гордона (1678—1728), и леди Генриетты Мордаунт (1688—1760), дочери Чарльза Мордаунта, 3-го графа Петерборо. Он был назван в честь близкого друга отца-якобита Козимо Медичи, великого герцога Тосканского.
В ноябре 1728 года после смерти своего отца Космо унаследовал его родовые титулы. С 1747 по 1752 год Космо Джордж Гордон заседал в Палате лордов Великобритании в качестве пэра-представителя Шотландии. В 1748 году он был произведён в рыцари ордена Чертополоха.
32-летний Космо Джордж Гордон скончался 5 августа 1752 года в Бретёе (королевство Франция). Его титулы и владения унаследовал его старший сын, Александр Гордон, 4-й герцог Гордон (1743—1827).

## Семья
3 сентября 1741 года в Данкелде (Шотландия) Козмо Гордон женился на леди Кэтрин Гордон (20 октября 1718 — 10 декабря 1779), дочери Уильяма, графа Абердина (1679—1745), и леди Сьюзан Мюррей (1699—1725). У них было три сына и три дочери:
- Александр Гордон, 4-й герцог Гордон (18 июня 1743 — 17 июня 1827), старший сын и преемник отца
- Лорд Уильям Гордон (1744 — 1 мая 1823), член Палаты общин Великобритании в 1779—1796 годах
- Леди Энн Гордон (16 марта 1748 — 7 июня 1816)
- Лорд Джордж Гордон (26 декабря 1751 — 1 ноября 1793), член Палаты общин (1774—1780), в честь которого были названы Гордонские бунты
- Леди Сьюзен Гордон (ок. 1752 — 11 декабря 1814), 1-й муж с 1767 года Джон Фейн, 9-й граф Уэстморленд (1728—1774), 2-й муж с 1778 года полковник Джон Вудфорд
- Леди Кэтрин Гордон (26 января 1751 — 3 января 1797).

## Титулы
- 3-й герцог Гордон (с 28 ноября 1728)
- 6-й граф Энзи (с 28 ноября 1728)
- 6-й маркиз Хантли (с 28 ноября 1728)
- 11-й граф Хантли (с 28 ноября 1728)
- 6-й лорд Гордон из Баденоха (с 28 ноября 1728)
- 3 маркиз Хантли (с 28 ноября 1728)
- 3-й граф Хантли и Энзи (с 28 ноября 1728)
- 3-й лорд Баденох, Лохабер, Стратейвон, Балморе, Охиндун и Кинкардин (с 28 ноября 1728)
- 3-й виконт Инвернесс (с 28 ноября 1728)